# 空中宫殿
空中宫殿，原名金角山，是柬埔寨吴哥古迹之一，位于吴哥城中巴戎寺西北，巴普昂寺东北。空中宫殿最初是真腊国王罗贞陀罗跋摩二世（Rājendravarman II）在位时（941年—968年）在兴建王宫的同时，建造的湿婆庙，后为苏利耶跋摩一世改建成为须弥山式印度教寺庙。

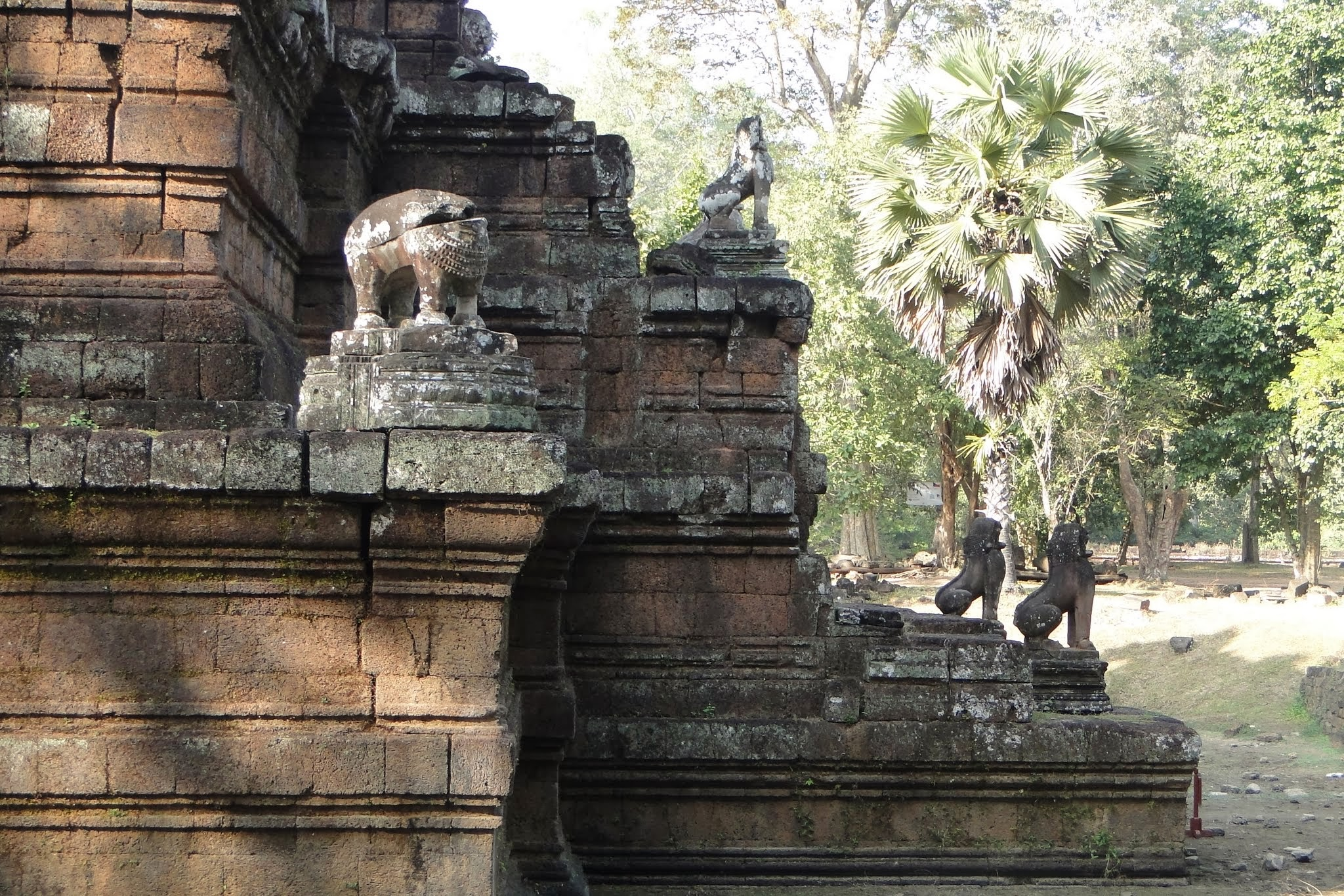
空中宫殿

## 建築
空中宫殿虽然名为宫殿，实际上并非王宫。王宫在空中宫殿东北约二百米处，因为是木建筑，现已不存。根据宋代、元代典籍记载，王宫极为壮丽，镶金墙壁，地铺银砖，王宫的大柱都雕刻佛像，国王的五香宝座镶嵌七色宝石。空中宫殿由三层长方形须弥台重叠成金字塔形，象征须弥山，各层须弥台的四角,装饰着狮子或大象。须弥台由红土砖块垒成，第一层台基长约35米宽约28米高4.6米，第二层台基长约30米宽约23米高4.4米，第三层台基长约25米宽约19米高3.2，总高度16米。须弥山四边正中，各有陡峭的台阶连通上层。最高层的须弥台周边有一道现已不完整的画廊。空中宫殿顶层须弥台中央，原有金宝塔一座，现不存。1295年随元朝使团出访真腊国的周达观叙述，空中宫殿的金塔是国王的寝宫，国王每夜必到金塔中睡眠。民间传说，金塔内住着高棉人奉为神灵的九头蛇精，夜化女身，与国王同寝交媾，虽王后也不敢入内。二鼓方才出来与王后同寝。如蛇精一日不见，则国王死期将近，如国王一日不去，必定有灾祸降临。
空中宫殿虽然不如吴哥窟保存完整和出名，但在仍然是高棉建筑艺术的发展史上一个重要的里程碑。它是吴哥寺的前身，它包含着吴哥窟建筑艺术中几项原素，须弥山，中心宝塔，画廊，庙门阁。

### 须弥山
须弥山与吴哥寺是三层须弥山式寺庙相同，空中宫殿也是三层的须弥山式寺庙，不同点在于空中宫殿的须弥山范围小又陡峭得多。吴哥寺三层须弥台各有回廊，而空中宫殿的上下层须弥台之间， 没建立画廊的余地，只有顶层建有画廊。后来苏耶跋摩二世将空中宫殿的须弥山发扬光大，大大地扩展各层须弥座台的面积，将顶层空中宫殿的回环画廊安放到每一层须弥台上因而成就了吴哥建筑艺术颠峰之作吴哥寺。

### 風格
空中宫殿的风格多方面受到印度文化的影响，须弥山造型来自印度神话。真腊国人奉蛇神那伽为神灵，在吴哥城的入口大道和吴哥窟的大道上，处处可见多头蛇的造型。印度神话中毗湿奴令92尊阿修罗和88尊天神把蛇王婆苏吉（Vasuki）当绳索搅动乳海的故事，还刻划在吴哥寺的画廊上，足见古真腊受印度文化影响之深。高棉语中的“吴哥”来自梵文naga即蛇。空中宫殿虽没有多头蛇的造型，却留下国王与化为女身的蛇神夜夜共眠的传说。关于国王与蛇女共宿的传说也可追溯到印度神话。古印度普拉纳斯族的传说中，相传印度拔罗婆王朝的缔造者婆罗门斯坎达西司雅（Skandasisya）是蛇女之子。虽是传说但与中国古代“真龙天子”之说，异曲同工。
吴哥建筑中画廊是吴个建筑艺术特征之一。在空中宫殿中，画廊第一次以一个包围须弥台基四周的回廊形式出现。画廊是单檐结构，也有廊顶但比较矮，吴哥寺的回廊则多加一层，成为高大的双重檐建筑，乃是空中宫殿画廊发扬光大的结果。

## 圖片

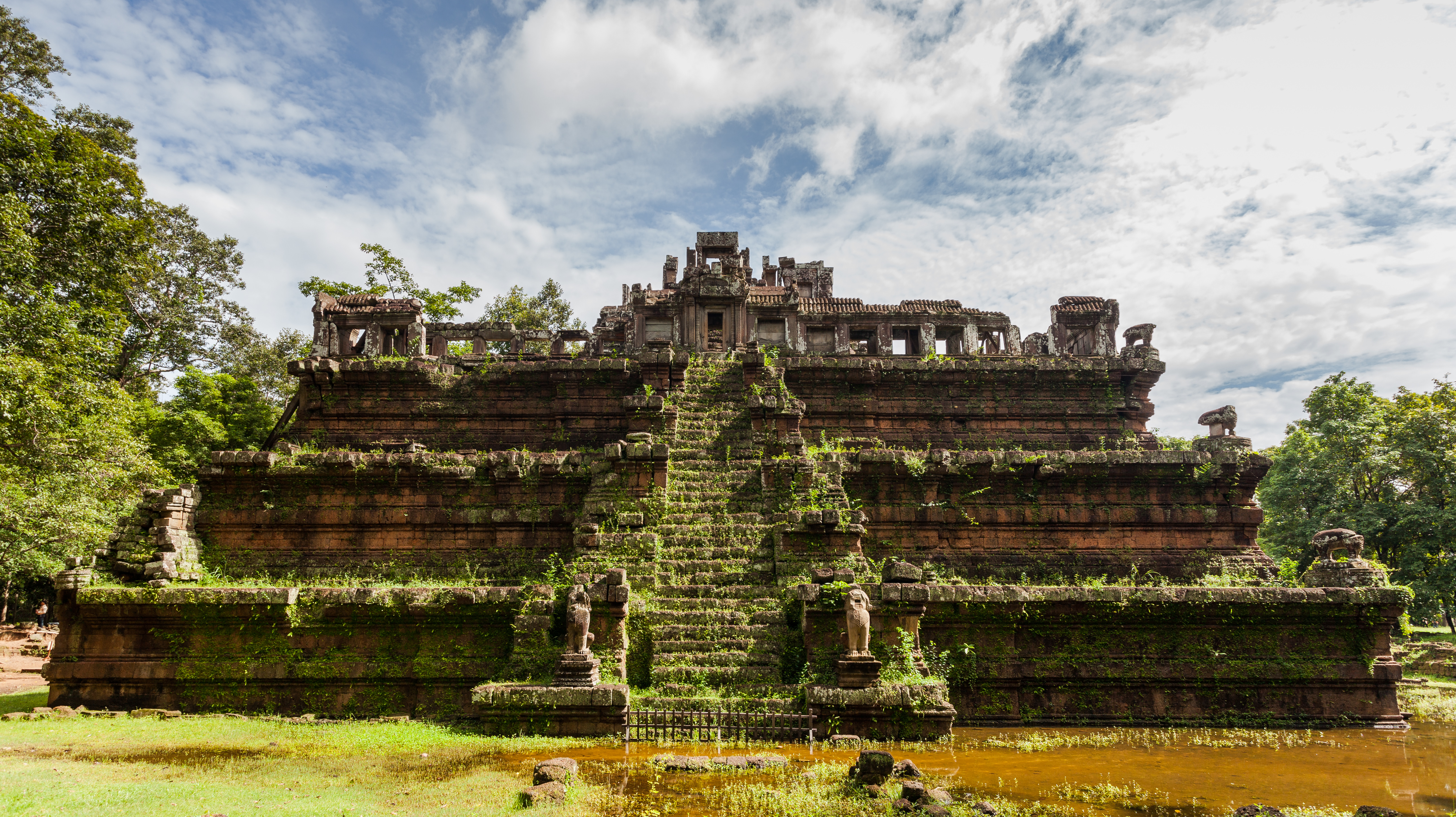
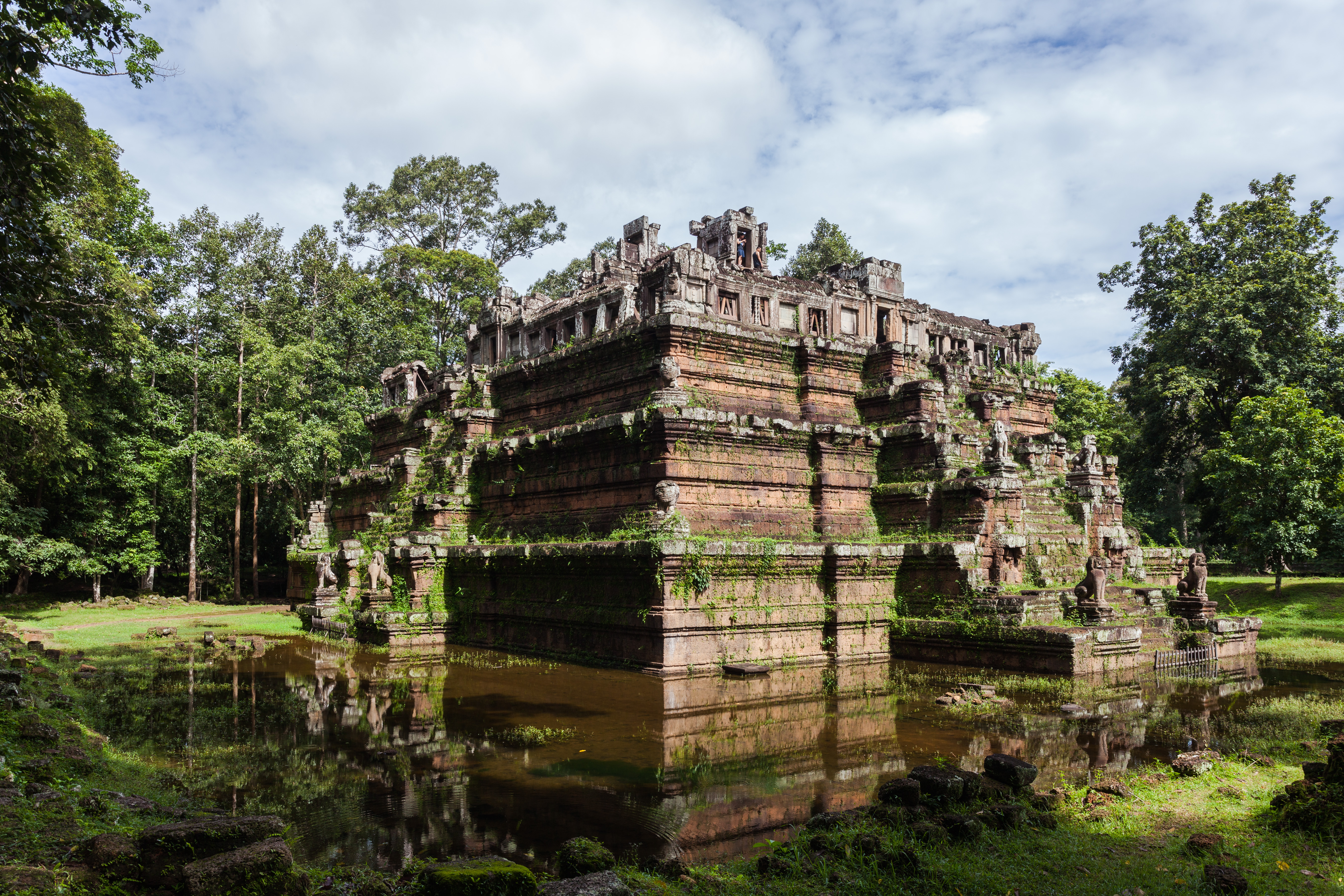
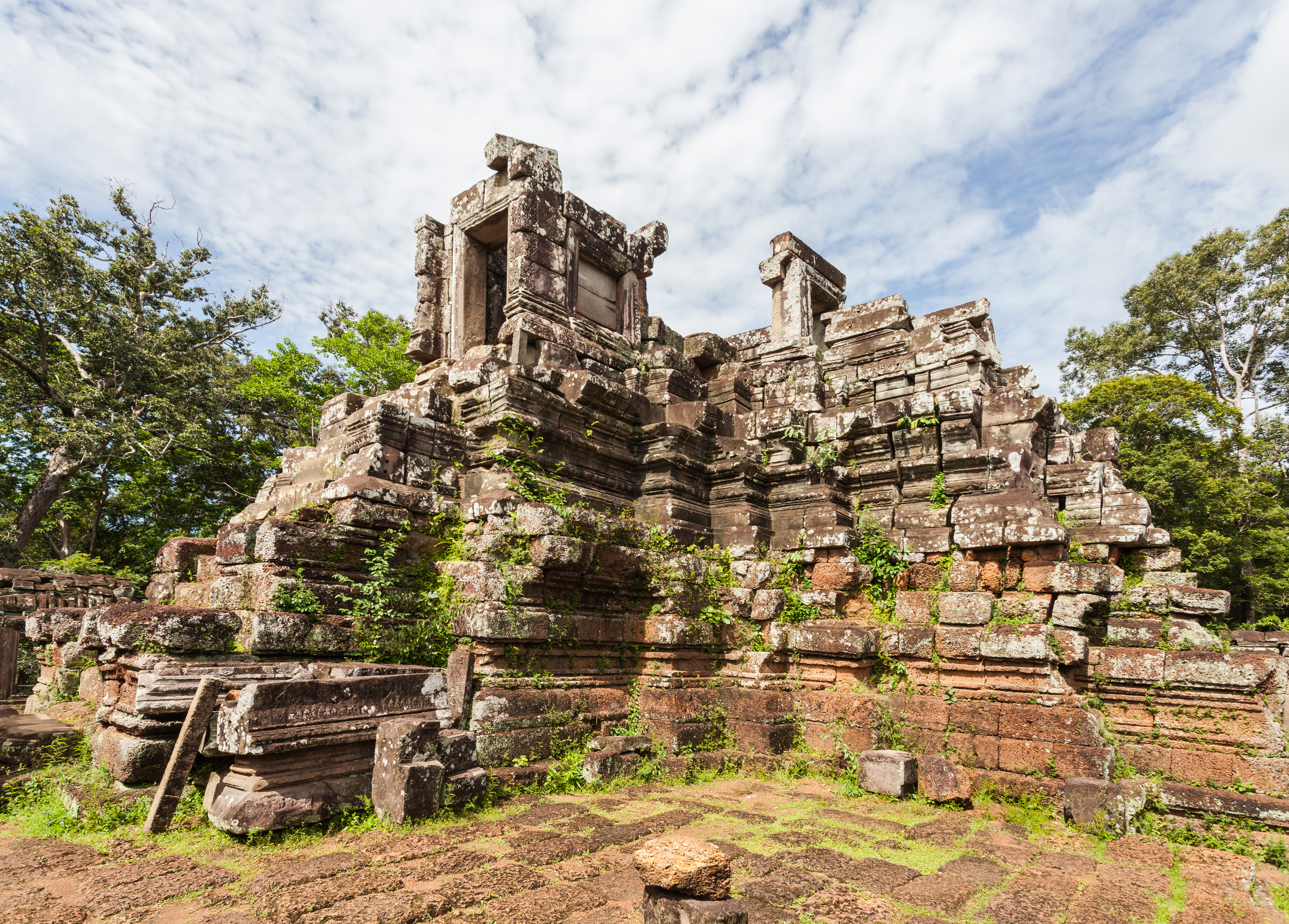
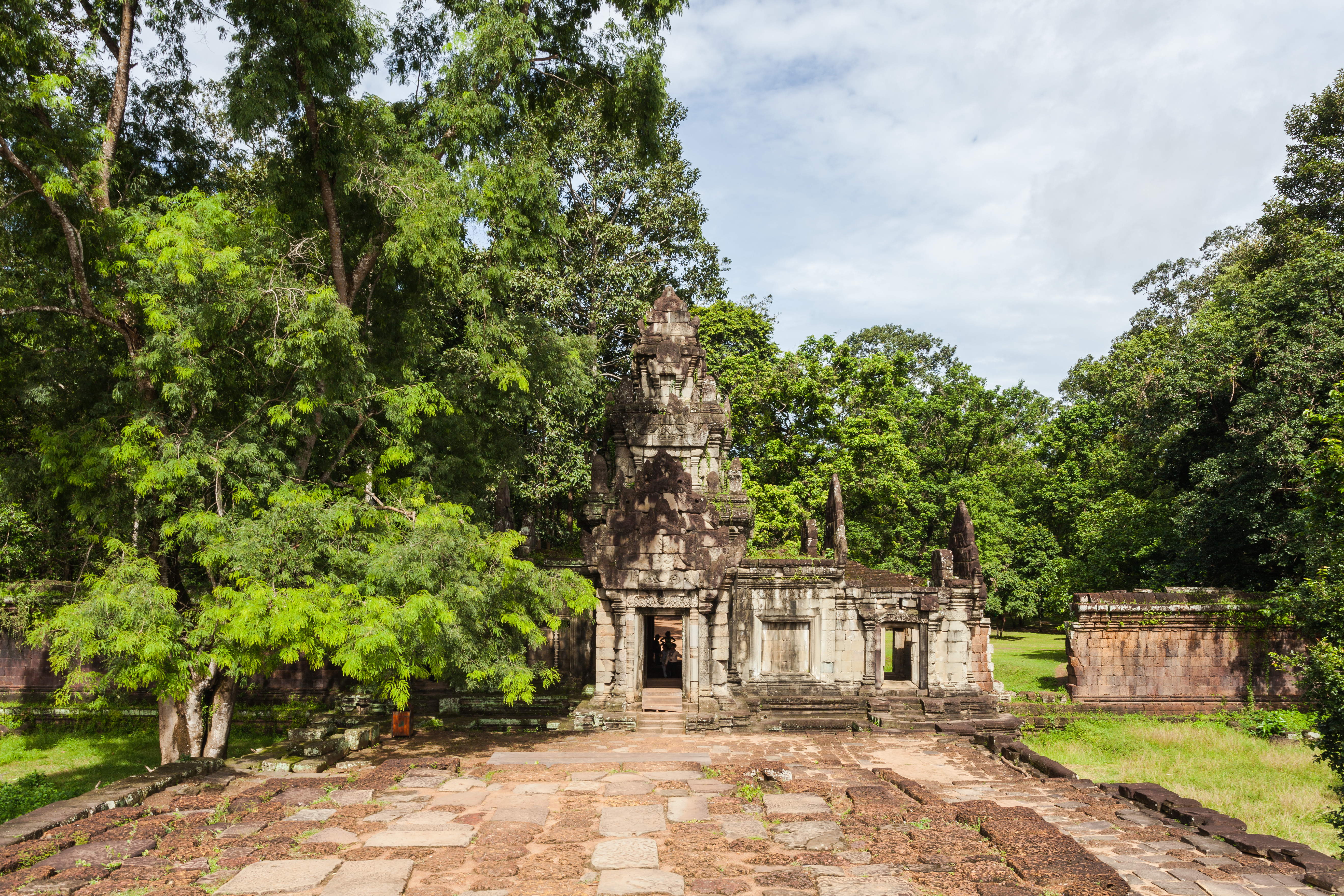
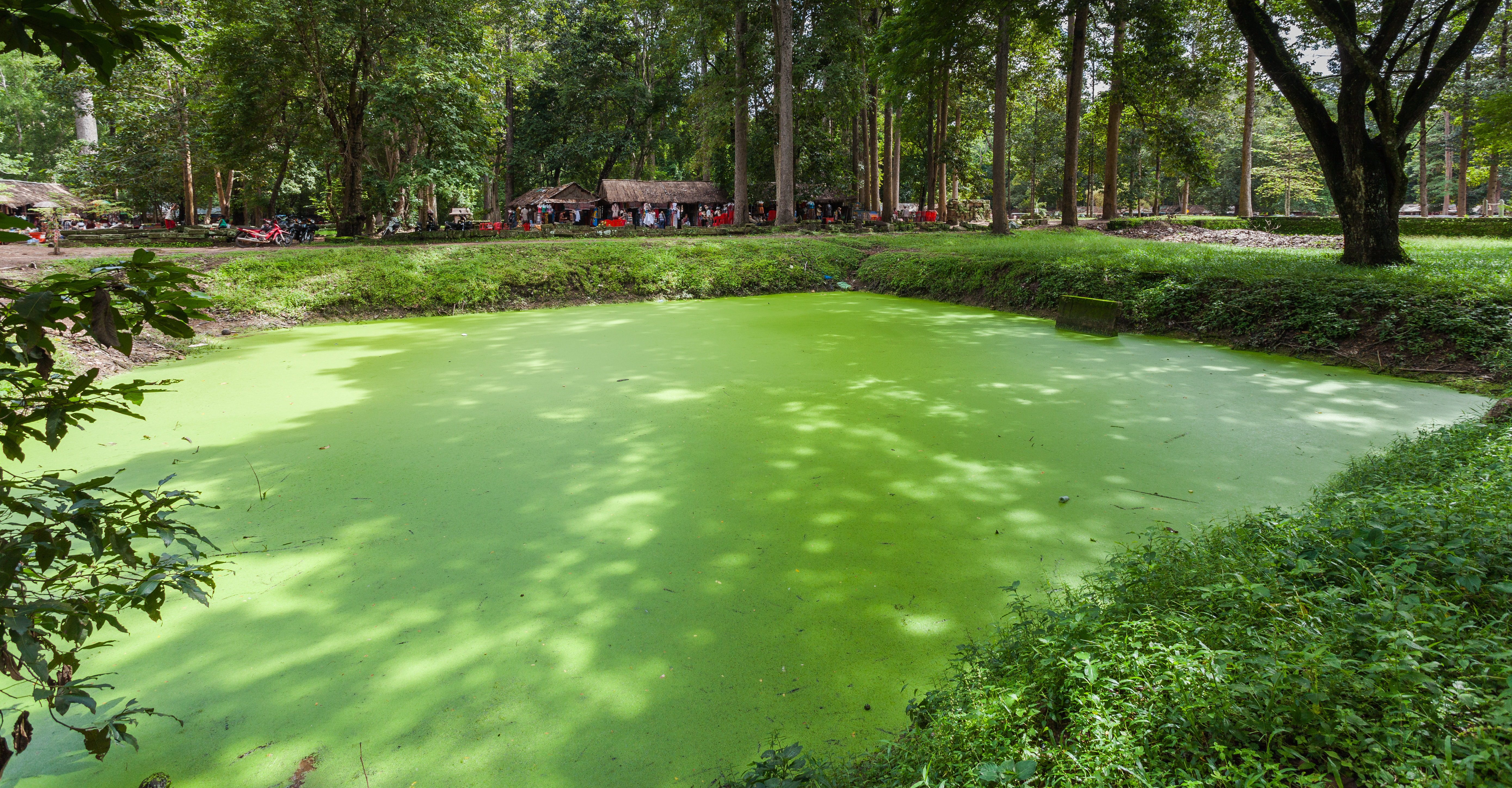